# Keanu Reeves

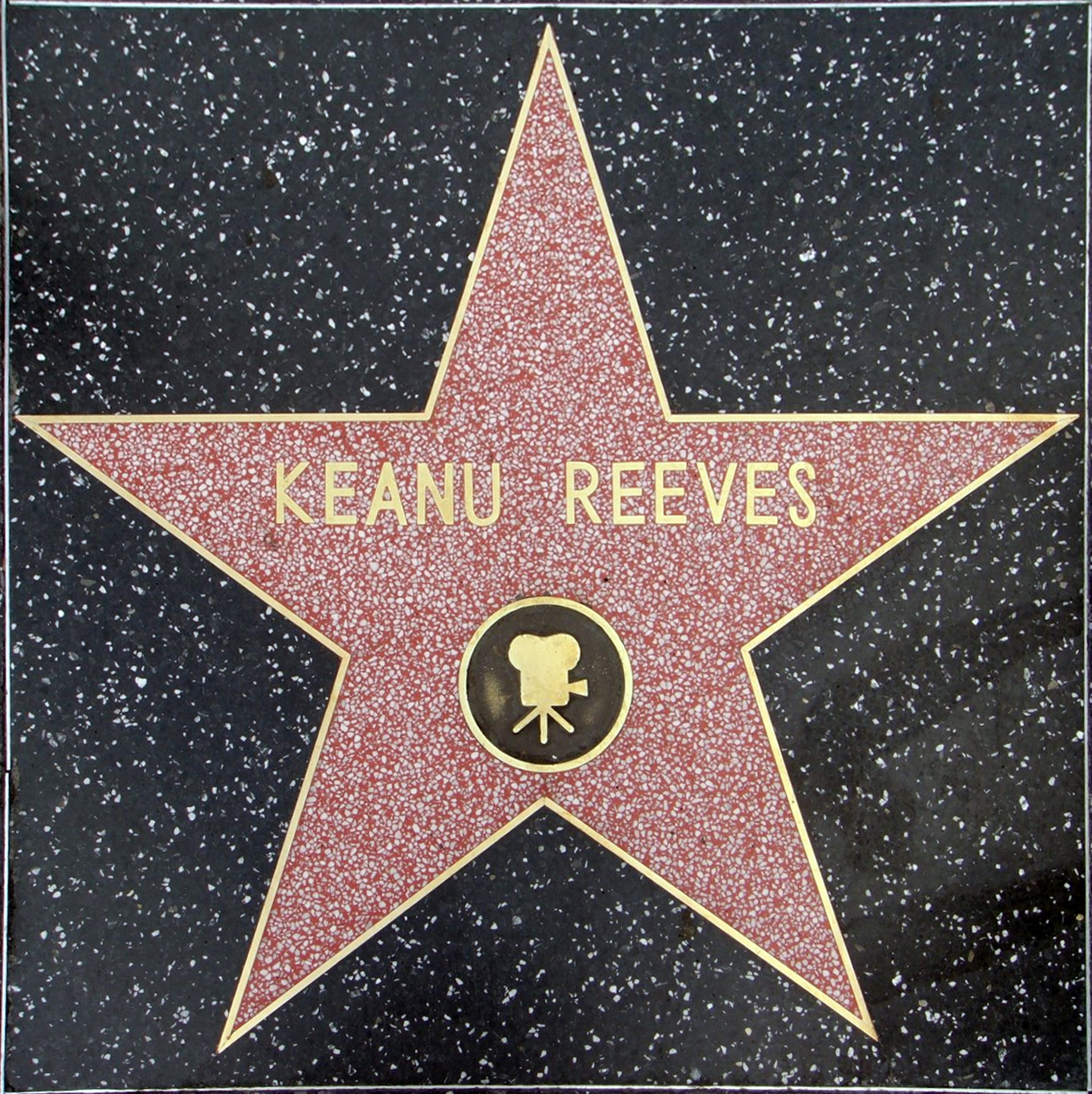
Steaua lui Keanu Reeves pe Hollywood Walk of Fame

Keanu Charles Reeves (pronunție în engleză [kiːˈɑːnuː riːˈvz]; n. 2 septembrie 1964, Beirut, Liban) este un actor canadian. Este bine cunoscut pentru interpretarea personajului Neo din trilogia The Matrix și a lui Ted Logan din Bill & Ted's Excellent Adventure. Alte roluri interpretate care l-au consacrat sunt avocatul Kevin Lomax din The Devil's Advocate împreună cu Al Pacino, și rolurile din filmele Speed, Constantine și John Wick.
Keanu Reeves, de asemenea, este un chitarist cu o bună experiență muzicală, fiind basistul formației grunge Dogstar, în anii 1990, și, mult mai recent, fiind activ în formația Becky. 
Conform unui sondaj din ETonline, realizat în 2006, Keanu Reeves este considerat unul dintre primii zece actori americani ai momentului (conform clasamentului des menționat ca referință "Top Ten of America's Favorite Stars").  
În ziua de 31 ianuarie 2005, Reeves a fost recompensat cu propria sa stea pentagonală plasată pe celebra Hollywood Walk of Fame.

## Filmografie
| An   | Titlu                                 | Rol                                  | Note |
| ---- | ------------------------------------- | ------------------------------------ | --- |
| 1985 | Letting Go                            | Stereo Teen No.1                     | |
| 1985 | One Step Away                         | Ron Petrie                           | |
| 1986 | Youngblood                            | Heaver                               | |
| 1986 | Flying                                | Tommy Wernicke                       | |
| 1986 | Young Again                           | Mike Riley, age 17                   | |
| 1986 | Under the Influence                   | Eddie Talbot                         | |
| 1986 | Act of Vengeance                      | Buddy Martin                         | |
| 1986 | River's Edge                          | Matt                                 | |
| 1986 | Brotherhood of Justice                | Derek                                | |
| 1986 | Babes in Toyland                      | Jack                                 | |
| 1988 | Permanent Record                      | Chris Townsend                       | |
| 1988 | The Prince of Pennsylvania            | Rupert Marshetta                     | |
| 1988 | The Night Before                      | Winston Connelly                     | |
| 1988 | Dangerous Liaisons                    | Le Chevalier Raphael Danceny         | |
| 1989 | Life Under Water                      | Kip                                  | |
| 1989 | Bill & Ted's Excellent Adventure      | Ted "Theodore" Logan                 | |
| 1989 | Parenthood                            | Tod Higgins                          | |
| 1990 | I Love You to Death                   | Marlon James                         | |
| 1990 | Tune in Tomorrow                      | Martin Loader                        | |
| 1991 | Point Break                           | FBI Special Agent John 'Johnny' Utah | MTV Movie Award for Most Desirable Male |
| 1991 | Bill & Ted's Bogus Journey            | Ted "Theodore" Logan/Evil Ted        | |
| 1991 | My Own Private Idaho                  | Scott Favor                          | |
| 1991 | Providence                            | Eric                                 | |
| 1992 | Bram Stoker's Dracula                 | Jonathan Harker                      | |
| 1993 | Much Ado About Nothing                | Don John                             | |
| 1993 | Little Buddha                         | Prince Siddhartha/Lord Buddha        | |
| 1993 | Poetic Justice                        | Homeless Man                         | (Uncredited) |
| 1993 | Freaked                               | Ortiz the Dog Boy                    | (Uncredited) |
| 1993 | Even Cowgirls Get the Blues           | Julian Gitche                        | |
| 1994 | Speed                                 | Officer Jack Traven                  | MTV Movie Award for Best On-Screen Duo (shared with Sandra Bullock) Nominated – Kids' Choice Award for Favorite Movie Actor Nominated – MTV Movie Award for Best Kiss (shared with Sandra Bullock) Nominated – MTV Movie Award for Best Male Performance Nominated – MTV Movie Award for Most Desirable Male                                                             |
| 1995 | Johnny Mnemonic                       | Johnny                               | |
| 1995 | A Walk in the Clouds                  | Sgt. Paul Sutton                     | |
| 1996 | Chain Reaction                        | Eddie Kasalivich                     | |
| 1996 | Feeling Minnesota                     | Jjaks Clayton                        | |
| 1997 | The Last Time I Committed Suicide     | Harry                                | |
| 1997 | The Devil's Advocate                  | Kevin Lomax                          | |
| 1999 | The Matrix                            | Thomas Anderson/Neo                  | Blockbuster Entertainment Award for Favorite Actor in an Action/Science Fiction Film Golden Slate for Best Actor in a Leading Role MTV Movie Award for Best Male Performance MTV Movie Award for Best Fight (shared with Laurence Fishburne) Nominated – MTV Movie Award for Best On-Screen Duo (shared with Laurence Fishburne) Nominated – Saturn Award for Best Actor |
| 1999 | Me and Will                           | Himself                              | |
| 2000 | The Replacements                      | Shane Falco                          | |
| 2000 | The Watcher                           | David Allen Griffin                  | |
| 2000 | The Gift                              | Donnie Barksdale                     | |
| 2001 | Sweet November                        | Nelson Moss                          | |
| 2001 | Hardball                              | Conor O'Neill                        | |
| 2003 | The Matrix Reloaded                   | Thomas Anderson/Neo                  | Nominated – MTV Movie Award for Best Fight (shared with Hugo Weaving) Nominated – MTV Movie Award for Best Kiss (shared with Monica Bellucci) |
| 2003 | The Animatrix                         | Thomas Anderson/Neo                  | Voice only |
| 2003 | The Matrix Revolutions                | Thomas Anderson/Neo                  | |
| 2003 | Something's Gotta Give                | Dr. Julian Mercer                    | |
| 2005 | Constantine                           | John Constantine                     | |
| 2005 | Thumbsucker                           | Perry Lyman                          | |
| 2005 | Ellie Parker                          | Himself                              | |
| 2006 | The Lake House                        | Alex Wyler                           | |
| 2006 | A Scanner Darkly                      | Bob Arctor                           | |
| 2006 | The Great Warming                     | Narrator                             | |
| 2008 | Street Kings                          | Detective Tom Ludlow                 | |
| 2008 | The Day the Earth Stood Still         | Klaatu                               | |
| 2009 | The Private Lives of Pippa Lee        | Chris Nadeau                         | |
| 2010 | Henry's Crime                         | Henry                                | Also producer (uncredited) |
| 2012 | Generation Um...                      | John                                 | |
| 2012 | Side by Side                          | Himself                              | Also producer |
| 2013 | Man of Tai Chi                        | Donaka Mark                          | Also director |
| 2013 | 47 Ronin                              | Kai                                  | |
| 2014 | John Wick                             | John Wick                            | executive producer, nominated- Razzie Redeemer Award |
| 2015 | Knock Knock                           | Evan Webber                          | |
| 2015 | Deep Web                              | Narrator                             | Documentary |
| 2016 | Exposed                               | Detective Scott Galban               | |
| 2016 | Keanu                                 | Keanu                                | Voice |
| 2016 | The Neon Demon                        | Hank                                 | |
| 2016 | The Bad Batch                         | The Dream                            | |
| 2016 | The Whole Truth                       | Richard Ramsay                       | |
| 2017 | To the Bone                           | Dr. William Beckham                  | |
| 2017 | John Wick: Chapter 2                  | John Wick                            | |
| 2017 | A Happening of Monumental Proportions | Bob                                  | Cameo |
| 2017 | SPF-18                                | El însuși                            | Cameo |
| 2018 | Siberia                               | Lucas Hill                           | |
| 2018 | Destination Wedding                   | Frank                                | |
| 2018 | Replicas                              | Will Foster                          | |
| 2019 | John Wick: Chapter 3 – Parabellum     | John Wick                            | |
| 2019 | Always Be My Maybe                    | El însuși                            | Cameo |

| An         | Titlu                             | Role                  | Note                                              |
| ---------- | --------------------------------- | --------------------- | ------------------------------------------------- |
| 1984       | Hangin' In                        | Teen Client           | Episode: "Happiness Is a Warm Grover"             |
| 1985       | Night Heat                        | Mugger Thug #1        | Episode: "Crossfire" Episode: "Necessary Force"   |
| 1985       | Comedy Factory                    | Crackers              | Episode: "Fast Foof"                              |
| 1986       | Disneyland                        | Michael Riley, Age 17 | Episode: "Young Again"                            |
| 1987       | Trying Times                      | Joey                  | Episode: "Moving Day"                             |
| 1989       | American Playhouse                | Kip                   | Episode: "Life Under Water "                      |
| 1989       | The Tracey Ullman Show            | Jesse Walker          | Episode: "Two Lost Souls"                         |
| 1990       | Bill & Ted's Excellent Adventures | Ted "Theodore" Logan  | Season 1; 13 episodes / Voice only                |
| 2009, 2012 | Easy to Assemble                  | Vorste Feirron        | Episodes: "The Team Building Event", "Bossy Lady" |
| 2016       | Swedish Dicks                     | Tex                   |                                                   |